# Candelaria (Portoryko)
Candelaria – miasto w Portoryko. Według danych szacunkowych na rok 2007 liczy 17 743 mieszkańców (dane na podstawie World Gazetteer), położone w aglomeracji San Juan.